# Paleoproterozoikum
A paleoproterozoikum a proterozoikum földtörténeti eon három ideje közül az első, amely 2500 millió évvel ezelőtt (mya) kezdődött és 1600 mya ért véget. A paleontológiai bizonyítékok azt sugallják, hogy a Föld forgási sebessége e korszakban 20 órás napokat eredményezett.
A paleoproterozoikum idején fejlődött ki a baktériumok Cyanobacteria törzse, amely már képes volt a fotoszintézis biokémiai folyamatát felhasználni az energia és az oxigén termelésére.

## Paleo légkör
Mielőtt az élőlények megkezdték a földi oxigén termelését, csaknem minden földi életforma anaerob volt, azaz metabolizmusa a sejtlégzés egy olyan formájától függött, amelyhez nem volt szükség oxigénre. Az anaerob baktériumok számára a nagy mennyiségben megjelenő szabad oxigén mérgező volt, így az életformák jó része elpusztult. Csak azok az élőlények maradtak, amelyek ellenállóak voltak az oxidációra és az oxigén mérgező hatásaira, vagy életciklusokat oxigéntől elzárt élőhelyeken töltötték. Ezt a kihalási hullámot nevezik oxigénkatasztrófának.
Ebből az időből származnak első grypania organizmusok (óriás baktériumok vagy egysejtű algák) fosszíliák és ekkor jelentek meg az eukarióták (a valódi sejtmaggal rendelkező élőlények).